# Estrella Morente
Pour les articles homonymes, voir Morente et Carbonell.
Estrella Morente Carbonell, mieux connue sous le nom de Estrella Morente, née en 1980 est une chanteuse espagnole de flamenco issue de la famille Morente, originaire de Grenade.

## Biographie
Elle est née en 1980. Le chanteur Enrique Morente, son père,, et sa mère la danseuse Aurora Carbonell,, lui ont transmis dès l'enfance l'essence du flamenco. À l’âge de huit ans, elle participe à un premier enregistrement, accompagnée à la guitare par Sabicas. Elle collabore ensuite avec son père, chantant sur plusieurs de ses disques dont Omega en 1996.
En 2001, son premier disque personnel, Mi cante y un poema, est un succès populaire qui lui permet de participer à plusieurs festivals, de la biennale de Séville au festival de guitare de Barcelone et au festival international de musique et de danse de Grenade.
Elle obtient un disque de platine pour ce premier enregistrement et un disque d'or pour le second, Calle del aire.
Au cinéma, elle participe à la bande sonore du film Buñuel et la Table du Roi Salomon de Carlos Saura (2001), où elle chante Los cuatro muleros, et à celle de Volver de Pedro Almodóvar (2006), où elle prête sa voix à Penélope Cruz pour l'interprétation de la chanson titre,. Elle participe aussi au film d'animation Chico et Rita de Fernando Trueba (2011).
Son troisième disque, Mujeres, sorti en 2006, est un hommage aux grandes voix féminines d'Espagne et d'ailleurs.

## Discographie
- 2001 : Mi cante y un poema[1],[3]
- 2001 : Calle del aire[3]
- 2006 : Mujeres[1],[3]
- 2007 : Casacueva y escenario (DVD)
- 2012 : Autorretrato
- 2014 : Amar en paz (avec Niño Josele (es) à la guitare)
- 2016 : Encuentro (avec Javier Perianes au piano)
- 2016 : 15 Años con Estrella
- 2019 : Copla

## Vie privée
Elle est mariée avec le matador Javier Conde.

## Distinctions
- 2010 : Prix Protagonistas
- 2014 : Médaille d'Andalousie